# Waldhyazinthen
Die Waldhyazinthen (Platanthera) oder Kuckucksblumen bilden eine Pflanzen-Gattung in der Familie der Orchideengewächse (Orchidaceae).

## Name
Die Gattung wurde im Jahre 1817 von dem französischen Botaniker Louis Claude Marie Richard in De Orchideis Europaeis Annotationes S. 20, 26, 35 neu beschrieben. Der wissenschaftliche Name der Gattung bezieht sich auf die große Breite der Antheren bei der Typusart Platanthera bifolia (altgriechisch πλατύς platys, deutsch ‚breit‘, ‚platt‘ und ανθέρα anthera, deutsch ‚Staubbeutel‘).
Der deutsche Name „Waldhyazinthe“ ist irreführend, da Hyazinthen nicht zu den Orchideen gehören.

## Systematik

### Synonyme
Wissenschaftlich wurden Arten dieser Gattung häufig bearbeitet, so dass eine große Anzahl an Gattungs-Synonymen entstand:

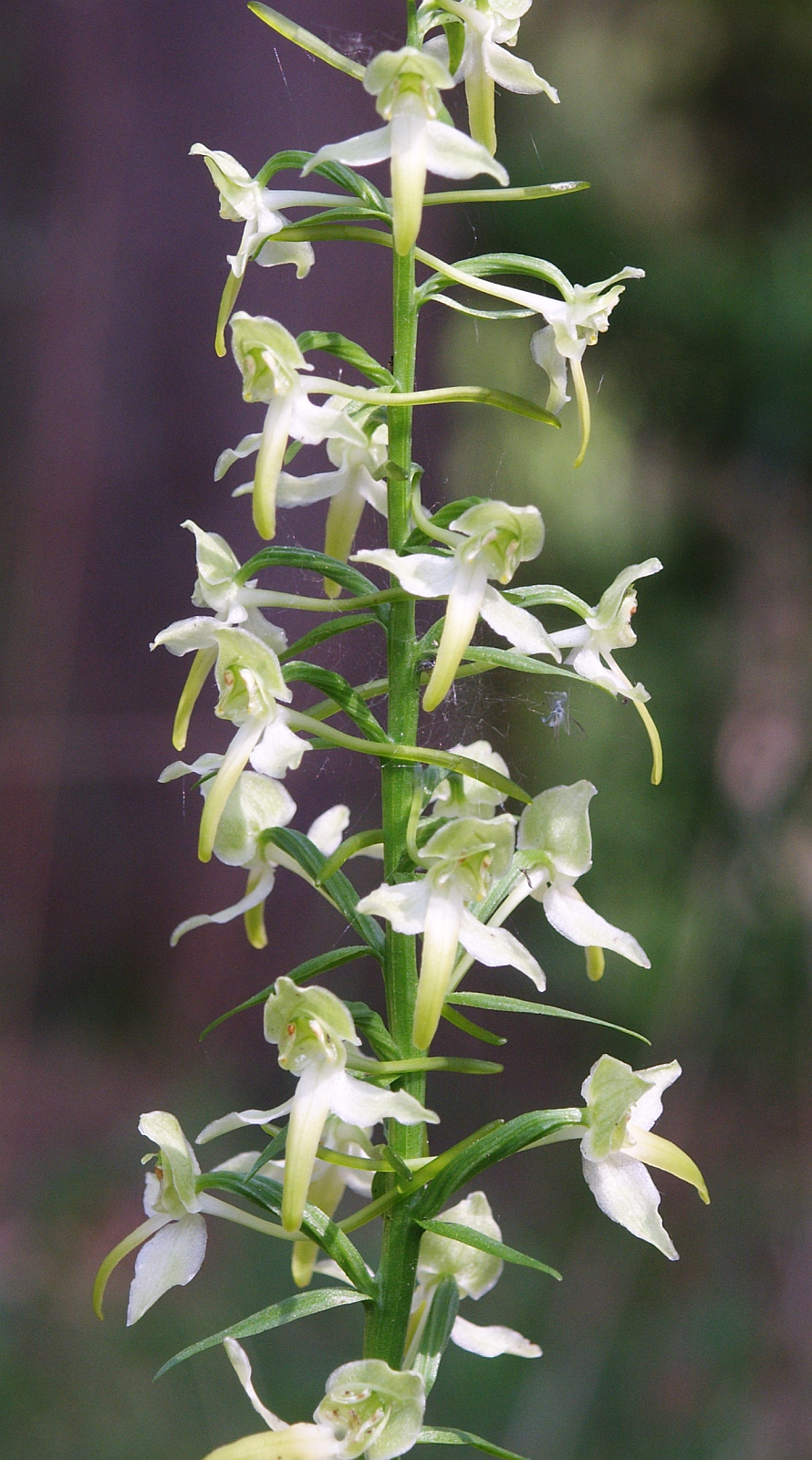
Grünliche Waldhyazinthe
(Platanthera chlorantha)

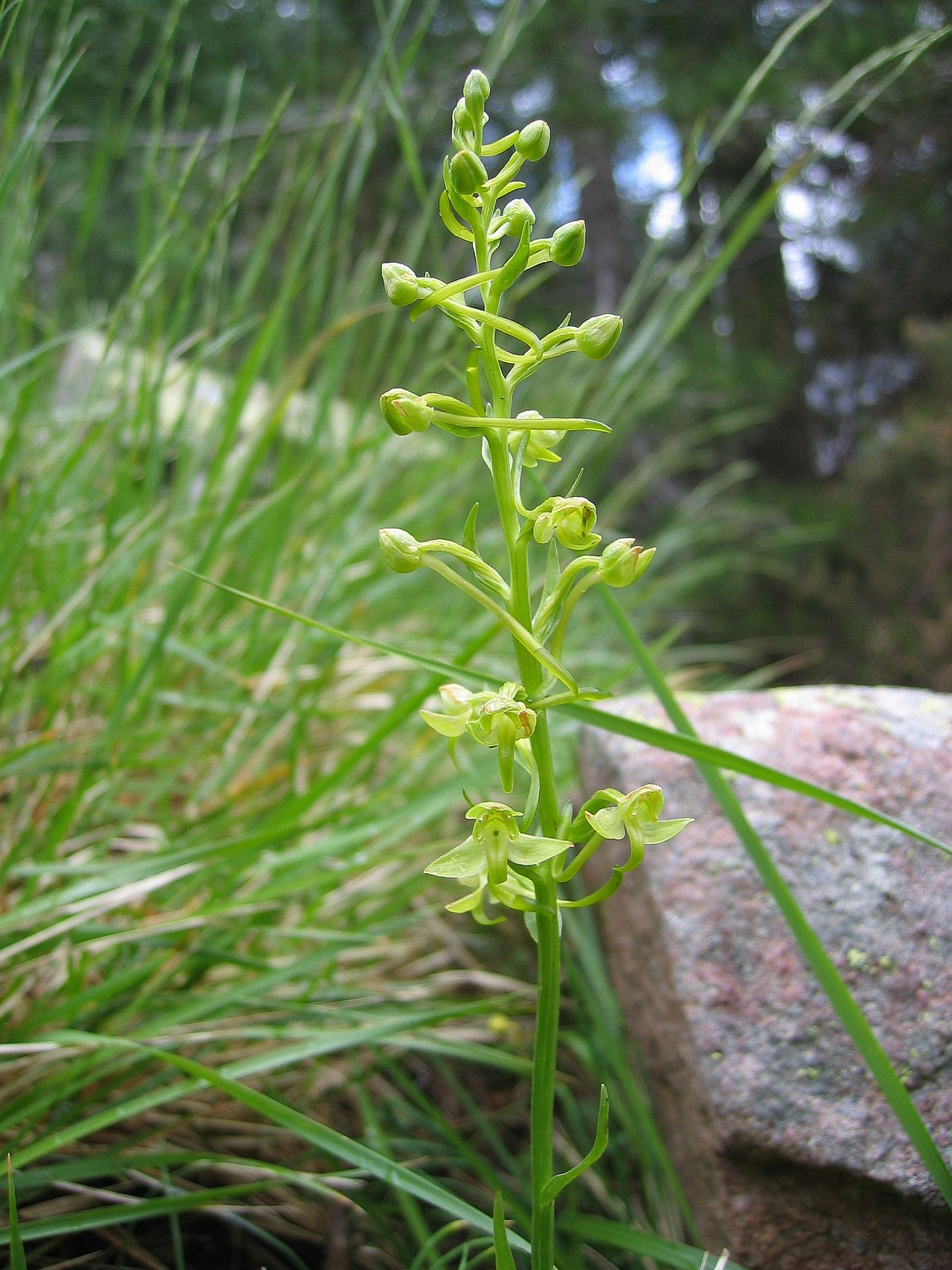
Algerische Waldhyazinthe
(Platanthera algeriensis)

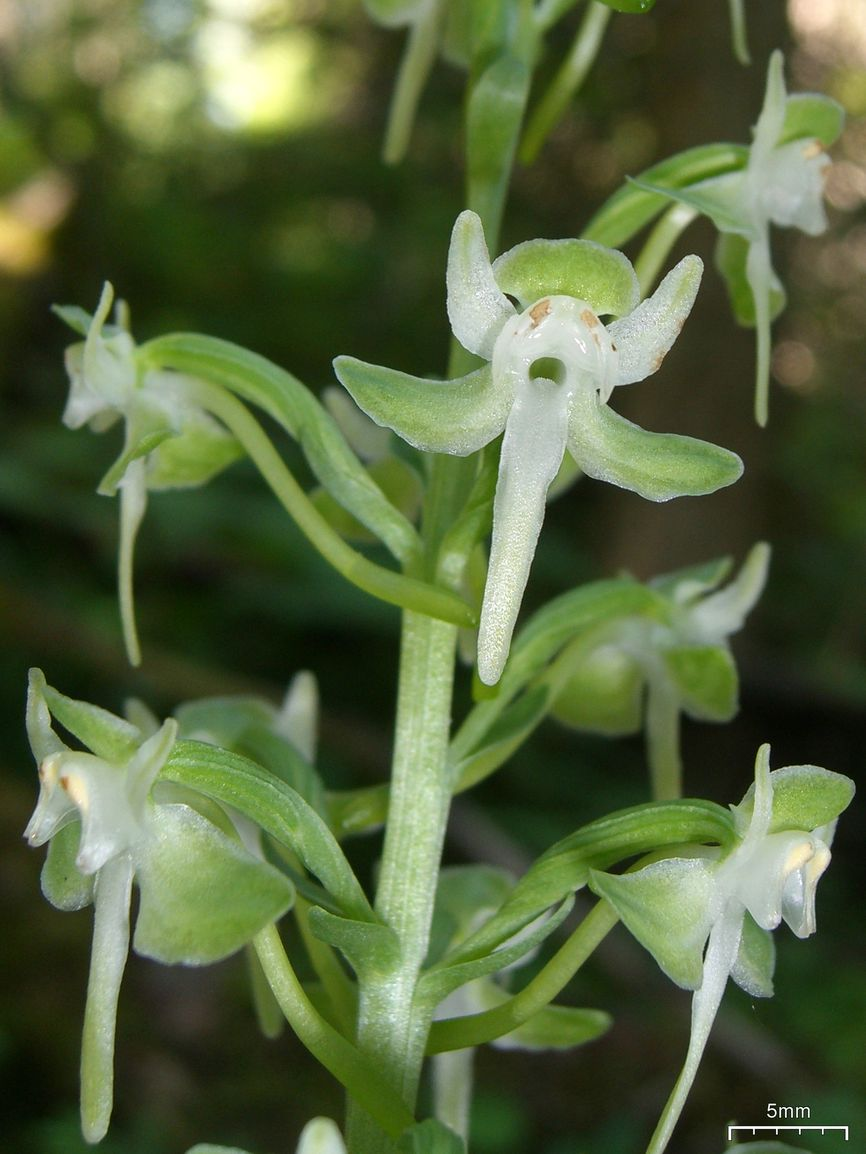
Platanthera orbiculata

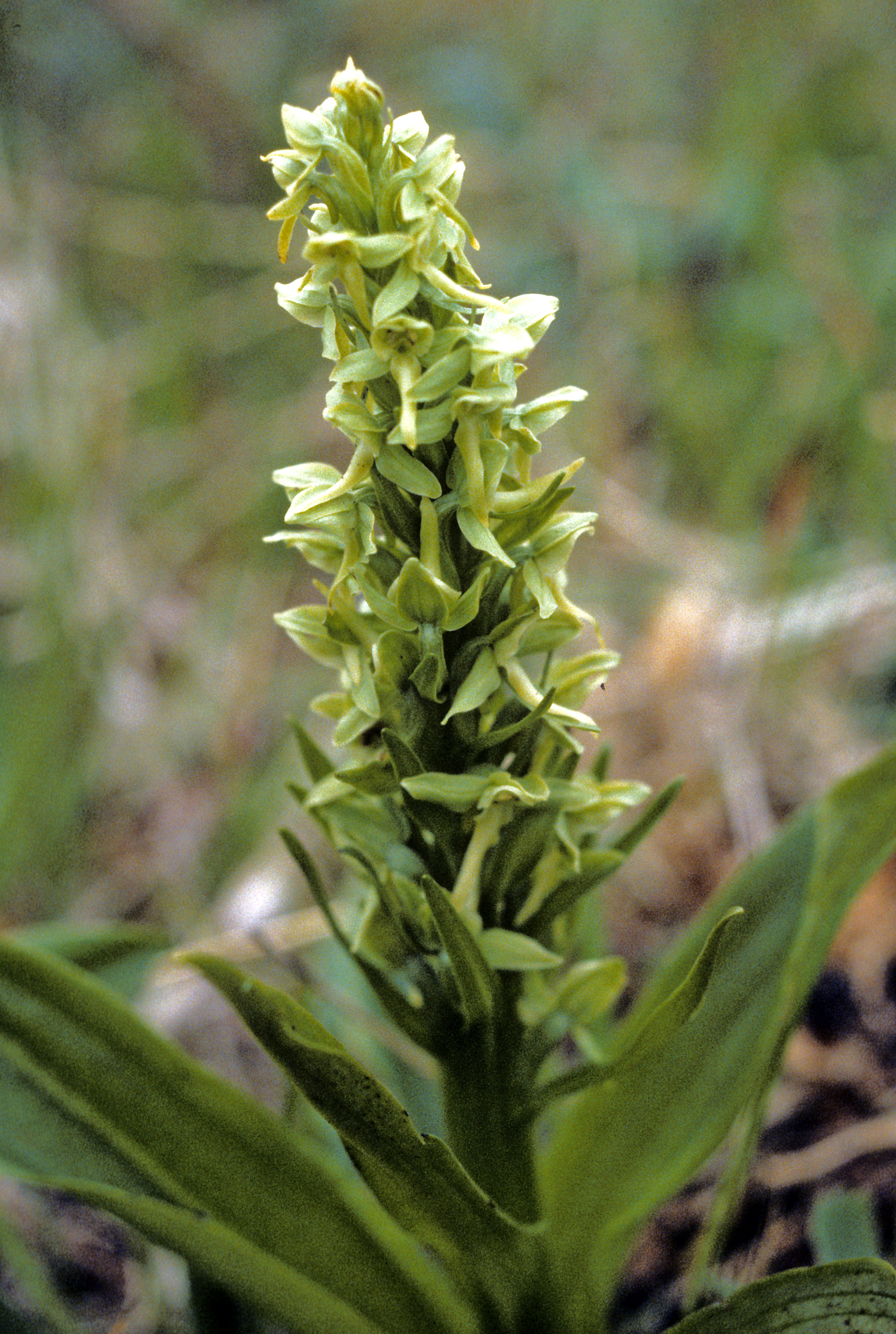
Platanthera tipuloides

- Lysias Salisb. 1812
- Sieberia Spreng. 1817
- Mecosa Blume 1825
- Diplanthera Raf. 1833
- Tulotis Raf. 1833
- Perularia Lindl. 1835
- Blephariglottis Raf. 1837
- Conopsidium Wallr. 1840
- Neolindleya Kraenzl. 1899
- Lysiella Rydb. 1900
- Limnorchis Rydb. 1900
- Gymnadeniopsis Rydb. 1901
- Galeorchis Rydb. 1901
- Pseudodiphryllum Nevski 1935
- Amerorchis Hultén 1968
- Fimbriella Farw. ex Butzin 1981

### Arten (Auswahl)
Von den weit über 400 beschriebenen Arten, Unterarten und Formen werden etwa 85 Arten gültig anerkannt.
Das Hauptverbreitungsgebiet dieser Gattung liegt im asiatischen Raum.
- etwa 52 Arten in Ostasien (China, Japan, Korea, Taiwan)
- etwa 13 Arten in den asiatischen Tropen (Burma, Indonesien, Neuguinea, Philippinen)
- etwa 37 Arten in Nordamerika (bis Mexiko)
- 5 Arten in Europa

Verschiedene Arten sind nicht nur auf einen Kontinent beschränkt, daher einige Mehrfachnennungen
- Europa:
  - Algerische Waldhyazinthe (Platanthera algeriensis Batt. & Trab.): Sie kommt von Marokko und Algerien bis ins mittlere Spanien, bis Korsika und Sardinien in Höhenlagen zwischen 0 und 2100 Metern Meereshöhe vor.[2]
  - Zweiblättrige Waldhyazinthe (Platanthera bifolia (L.) Rich.)
  - Grünliche Waldhyazinthe (Platanthera chlorantha (Custer) Rchb., Syn.: Platanthera holmboei H. Lindb.)
  - Isländische Waldhyazinthe oder Nördliche Waldhyazinthe (Platanthera hyperborea (L.) Lindl.): Sie kommt in Island, Grönland, Alaska, Kanada und Nordamerika, auf den Aleuten, Kamtschatka und Hokkaido vor.[2]
  - Wenigblütige Waldhyazinthe (Platanthera oligantha Turcz., Syn.: Platanthera obtusata subsp. oligantha (Turcz.) Hultén, Lysiella oligantha (Turcz.) Nevski): Sie kommt in Lappland in Höhenlagen zwischen 50 und 800 Metern Meereshöhe und in Sibirien bis 1200 Metern Meereshöhe vor.[2]

- Azoren
  - Azoren-Waldhyazinthe (Platanthera azorica Schltr.): Sie kommt auf den Azoren in grasigen Strauchheiden in der Zone der Passatwolken in Höhen zwischen 330 und 1100 Metern Meereshöhe vor.[2]
  - Kleinblütige Waldhyazinthe (Platanthera micrantha (Hochst. ex Seub.) Schltr.): Sie kommt auf den Azoren in grasigen Strauchheiden auf feuchten sauren Böden in Höhenlagen zwischen 200 und 1330 Meter Meereshöhe vor.[2]

- Nordafrika:
  - Algerische Waldhyazinthe (Platanthera algeriensis Batt. & Trab.)
  - Künkeles Waldhyazinthe (Platanthera bifolia var. kuenkelei (H.Baumann) P.Delforge, Syn.: Platanthera kuenkelei H. Baumann): Sie kommt in niederschlagsreichen Korkeichenwäldern im nordöstlichen Algerien und im nordwestlichen Tunesien in Höhenlagen zwischen 0 und 1300 Metern Meereshöhe vor.[2] Die Art wurde zu Ehren des Juristen und Botanikers Siegfried Künkele (1931–2004) benannt.

- Nordamerika:

- - Platanthera aquilonis Sheviak
  - Platanthera blephariglottis (Willd.) Lindl.
  - Platanthera brevifolia (Greene) Senghas
  - Platanthera chorisiana (Cham.) Rchb.f.
  - Platanthera ciliaris (L.) Lindl.
  - Platanthera clavellata (Michx.) Luer
  - Platanthera cristata (Michx.) Lindl.
  - Platanthera dilatata (Pursh) Lindl. ex L.C.Beck
  - Platanthera flava (L.) Lindl.
  - Platanthera grandiflora (Bigelow) Lindl.
  - Platanthera hookeri (Torr.) Lindl.
  - Platanthera huronensis Lindl.
  - Platanthera hyperborea (L.) Lindl.
  - Platanthera integra (Nutt.) A.Gray ex L.C.Beck
  - Platanthera integrilabia (Correll) Luer
  - Platanthera lacera (Michx.) G.Don
  - Platanthera leucophaea (Nutt.) Lindl.
  - Platanthera nivea (Nutt.) Luer
  - Platanthera obtusata (Banks ex Pursh) Lindl.
  - Platanthera orbiculata (Pursh) Lindl. (Syn.: Platanthera macrophylla (Goldie) P.M.Br.)
  - Platanthera pallida P.M. Br.
  - Platanthera peramoena A. Gray
  - Platanthera praeclara Sheviak & M.L.Bowles
  - Platanthera sparsiflora (S.Watson) Schltr.
  - Platanthera psycodes (L.) Lindl.
  - Platanthera stricta Lindl.
  - Platanthera tipuloides (L.f.) Lindl.
  - Platanthera zothecina (L.C.Higgins & S.L.Welsh) Kartesz & Gandhi

- Asien:

- - Platanthera brevicalcarata Hayata
  - Grünliche Waldhyazinthe (Platanthera chlorantha (Custer) Rchb., Syn.: Platanthera holmboei H. Lindb.)
  - Platanthera chorisiana (Cham.) Rchb.f.
  - Platanthera florentii Franch. & Sav.
  - Platanthera fuscescens (L.) Kraenzl.
  - Platanthera hologlottis Maxim.
  - Platanthera japonica (Thunb.) Lindl.
  - Platanthera mandarinorum Rchb. f.
  - Platanthera metabifolia F. Maek.
  - Platanthera minor (Miq.) Rchb.f.
  - Platanthera okuboi Makino
  - Platanthera ophrydioides F. Schmidt
  - Platanthera sachalinensis F. Schmidt
  - Platanthera tipuloides (L.f.) Lindl.
  - Platanthera ussuriensis (Regel) Maxim.

Nicht mehr zu dieser Gattung werden gerechnet:
- Platanthera limosa Lindl.  =>  Coenoemersa limosa (Lindl.) R.González & Lizb.Hern.

### Naturhybriden
- Platanthera × andrewsii (M. White) Luer 1975 = Platanthera lacera × Platanthera psycodes
- Platanthera × bicolor (Raf.) Luer 1972  = Platanthera blephariglottis × Platanthera ciliaris
- Platanthera × canbyi (Ames) Luer 1972  = Platanthera blephariglottis × Platanthera cristata
- Platanthera × channellii Folsom 1984 = Platanthera ciliaris × Platanthera cristata
- Platanthera × hybrida Brügger 1882 = Platanthera bifolia × Platanthera chlorantha
- Platanthera × keenanii P.M. Br. 1994 = Platanthera grandiflora × Platanthera lacera
- Platanthera × media (Rydb.) Luer 1975 = Platanthera dilatata × Platanthera hyperborea
- Platanthera × vossii F.W. Case 1983 = Platanthera blephariglottis × Platanthera clavellata

Naturhybriden mit Anacamptis:
- ×Anacamptiplatanthera payotii P. Fourn. 1928 = Anacamptis pyramidalis × Platanthera bifolia

Naturhybriden mit Coeloglossum:
- ×Coeloplatanthera brueggeri Cif. & Giacom. 1950 = Coeloglossum viride x Platanthera chlorantha

Naturhybriden mit Dactylorhiza:
- ×Rhizanthera chevallieriana (E.G. Camus) Soó 1892 = Dactylorhiza maculata ssp. elodes × Platanthera bifolia
- ×Rhizanthera fournieri (Royer) Soó 1966 = Dactylorhiza sambucina × Platanthera bifolia
- ×Rhizanthera somersetiensis (A. Camus) Soó 1966 = Dactylorhiza maculata ssp. fuchsii × Platanthera bifolia

Naturhybriden mit Gymnadenia:
- ×Gymplatanthera borelii L.C. Lamb. 1907 = Gymnadenia odoratissima × Platanthera chlorantha
- ×Gymplatanthera chodatii (Lendn. ex Schroet.) E.G. Camus 1908 = Gymnadenia conopsea × Platanthera bifolia

Naturhybriden mit Orchis:
- ×Orchiplatanthera andreasii Kümpel 1978 = Orchis pallens × Platanthera chlorantha